# Napoléon Alliot
Pour les articles homonymes, voir Alliot.
Napoléon Alliot, né le 24 février 1846 à Paris, ville où il est mort le 25 janvier 1907, est un sculpteur français.

## Biographie
Napoléon Victor Henri Alliot naît le 24 février 1846 dans l'ancien 8e arrondissement de Paris. 
Élève de M. Levasseur, il expose aux Salons de 1869 et de 1881. Il est membre de la Société des artistes français.
Il meurt le 25 janvier 1907 en son domicile, au no 78, boulevard Richard-Lenoir dans le 11e arrondissement de Paris, et, est inhumé au cimetière du Père-Lachaise (81e division).
Lucien Alliot est son fils.

## Œuvres
- Portrait de M. Flamand. Buste en plâtre. Salon de 1869 (no 3220).
- Portrait d'enfant. Buste en plâtre. Salon de 1881 (no 3571).